# 罗德瓦尔德
罗德瓦尔德是德国下萨克森州的一个市镇。总面积60.31平方公里，总人口2587人，其中男性1287人，女性1300人（2011年12月31日），人口密度43人/平方公里。